# L'Europa riconosciuta
L'Europa riconosciuta es una ópera en tres actos de Antonio Salieri hecha a manera de dramma per musica con el libreto en italiano de Mattia Verazzi.
La ópera toma lugar en Tiro y cuenta una historia de amor, violencia y discordia política en tiempos antiguos. El personaje principal, Europa, fue la amante de Zeus y ayuda a resolver todo los desacuerdos luego de reconocer su identidad –por eso el título “Europa Reconocida”. Aunque de forma tradicional es una ópera seria este trabajo se diferencia de las características de este género. Por ejemplo: un asesinato es visto en escena y un final extendido es usado en los dos actos, una práctica más propia de la opera buffa. Musicalmente, la ópera sigue el esquema tradicional aria-recitativo, con abundante colocatura al uso italiano de la época, recurriendo al agudo y ágiles saltos vocales.
Se representó por primera vez con motivo de la inauguración del Teatro de la Scala de Milán el 3 de agosto de 1778, y fue recuperada después de un largo olvido para la reapertura del mismo teatro el 7 de diciembre de 2004, bajo la dirección del director de orquesta Riccardo Muti.

## Performance en la historia
La ópera fue presentada para la inauguración del Teatro de la Scala el 3 de agosto de 1778 pero no se volvió a presentar hasta el 7 de diciembre del 2004 para la reapertura luego de reparaciones. Dado que el trabajo no había sido representado por tanto tiempo, el teatro tuvo que reimprimir la partitura usando la original en la librería de la Scala.

## Personajes

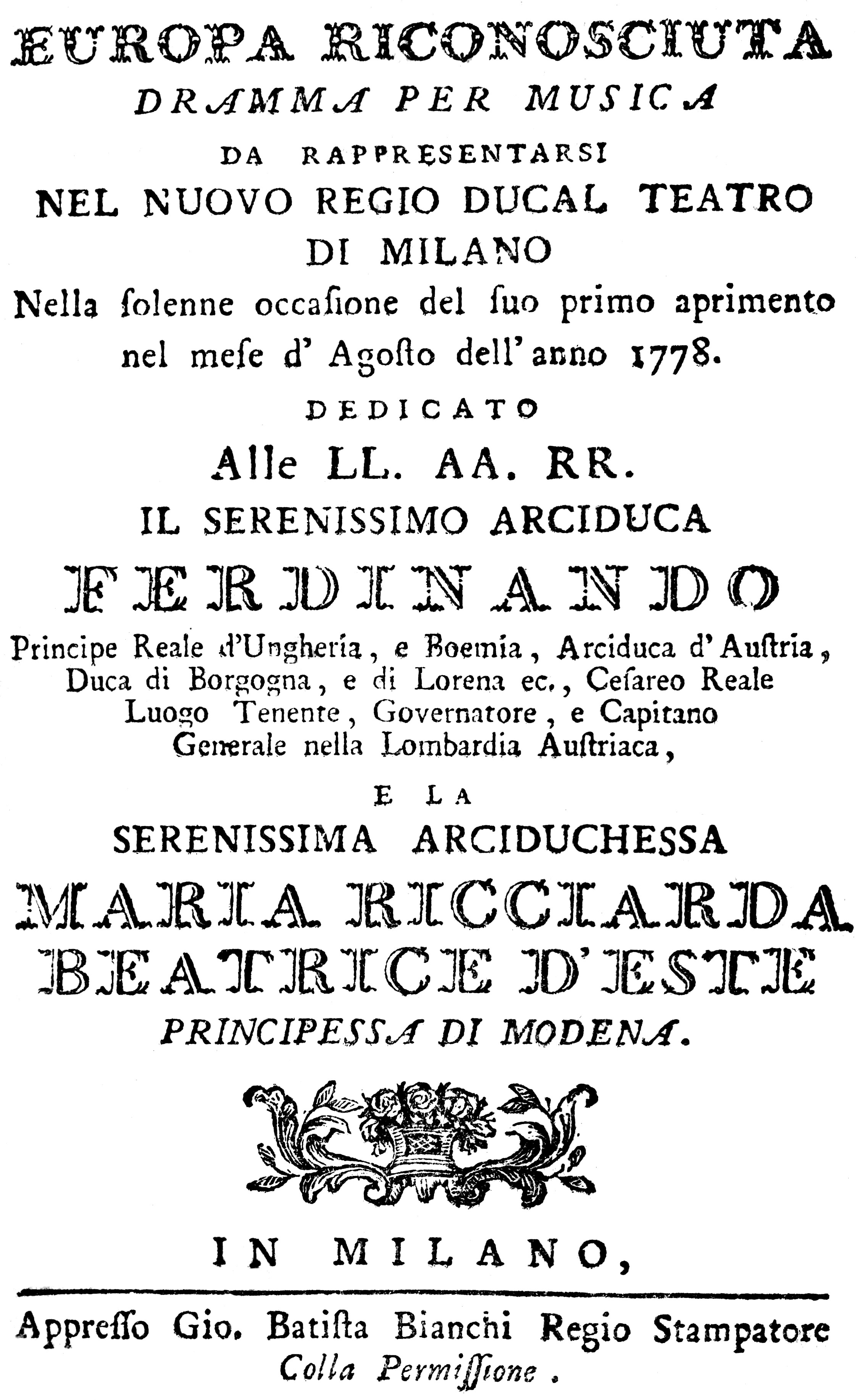
Póster de 1778 para la premiere de Europa riconosciuta

| Personajes | Tipo de Voz   | Premiere, 3 de agosto de 1778 (Director: Probablemente Salieri mientras tocaba el clave principal.) | Versión de reapertura 7 de diciembre de 2004 (Director: Riccardo Muti) |
| ---------- | ------------- | --------------------------------------------------------------------------------------------------- | ---------------------------------------------------------------------- |
| Europa     | soprano       | Maria Balducci                                                                                      | Diana Damrau                                                           |
| Asterio    | soprano       | Gaspare Pacchiarotti (castrato)                                                                     | Genia Kühmeier                                                         |
| Semele     | soprano       | Francesca Danzi                                                                                     | Désirée Rancatore                                                      |
| Isséo      | mezzo-soprano | Giovanni Rubinelli (castrato)                                                                       | Daniela Barcellona                                                     |
| Egisto     | tenor         | Antonio Prati                                                                                       | Giuseppe Sabbatini                                                     |

## Sinopsis
La princesa Europa de Tiro y el príncipe Isseo están prometidos en matrimonio. Sus planes de boda se ven arruinados cuando el Rey de Creta, Asterio, secuestra a Europa del palacio de su padre y la fuerza a casarse con él. El padre de Europa, el Rey Agenore de Tiro, trata de encontrar a su hija pero no lo logra. En su desesperación, deja el trono a su sobrina Semele en lugar de a Europa, con la condición de que Semele se case con el hombre que mate al primer extranjero que entre en la nación de Tiro. De este modo, el rapto de Europa será vengado. Tras la muerte de Agenore, Asterio sale a la mar, desde Creta hacia Tiro, con la esperanza de poner a Europa en el trono de Tiro.
Acto I
Escena 1: Una orilla en la costa de Tiro
Una enorme tormenta devasta la flota de Asterio y causa el naufragio de su propio barco en la costa de Tiro. Asterio, su esposa Europa, y su hijo desembarcan y se asustan ante la aparición de Egisto y su grupo de soldados armados. Asterio logra ocultar a Europa en una cueva, pero es incapaz de salvarse a sí mismo, sus hombres, y su hijo de la captura. Tras ver esto, Europa surge de su escondrijo y trata de defender a su hijo. Sus esfuerzos fallan y es llevada con el resto de los prisioneros cretenses al palacio de Tiro por Egisto y sus hombres.
Escena 2: El palacio real de Semele
Semele está enamorada de Isséo y ha decidido casarse con él. Ella pide a Egisto convocar al Gran Consejo a fin de anunciar el nombre del hombre con el que ha decidido casarse, quien se convertirá en el siguiente rey de Tiro. Mientras tanto, Egisto, está decidido a hacerse con el trono para él y decide abiertamente desafiar a su rival.
Escena 3: Escena triunfal
Isséo y sus soldados entran en el salón del trono celebrando su victoria. Semele informa a Isséo de su deseo de compartir el trono de Tiro con él, y luego le pide asistir al Gran Consejo con ella. Isséo rechaza la petición de Semele porque él está todavía enamorado de Europa, y por lo tanto no es libre de amar a Semele.
Escena 4: El Salón del Consejo en el palacio de Semele
Semele proclama que está preparada para escoger al nuevo rey. Egisto frustra su plan recordando a Semele su promesa a Agenore de casarse con el hombre que mate al primer extranjero que pise sobre el suelo de Tiro. Egisto trae a Asterio encadenado y espera ser él quien ejecute a Asterio para poder casarse con Semele y convertirse en rey. Asterio, sin embargo, no coopera cuando se le pregunta sobre su identidad y orígenes. Frustrado, el consejo decide interrogar a Europa. Ella asombra a todos proclamándose como la princesa perdida de Tiro y el heredera legítima del trono. Egisto está furioso al ver frustrado su plan de obtener el trono, mientras Isséo es enormemente turbado por la reaparición de Europa. La respuesta de Isseo a Europa hace que Semele se ponga furiosa de celos.
Acto II
Escena 1: Una prisión
Asterio está en prisión y espera con inquietud la decisión del consejo sobre su destino. Simultáneamente, Egisto trata de convencer a Isséo que Europa todavía puede amarlo. Europa entra y hace un ruego por las vidas de su familia. Ella no expresa sus sentimientos por Isséo, pero más bien le dice que su lealtad es a su familia como esposa y madre. Europa ofrece abandonar el trono de Tiro a Semele, a cambio de las vidas de su marido e hijo. Ella va más lejos y pide a Isséo que no recuerde más el amor que ellos una vez tenían - como ella misma ya ha olvidado – y que se convierta en rey casándose con Semele. Isséo abandona a Europa y ella cae al suelo llorando.
Escena 2: Una habitación privada en el palacio
Semele está sumamente celosa de Europa. Ella informa a Isséo que el consejo ha decidido ejecutar al rey de Creta y encarcelar a su esposa. En respuesta, Isséo dice a Semele que Europa ya no reclama el trono. Además, Isséo revela la traición de Egisto, e informa a Semele que él se casará con ella. Semele está de acuerdo con parar la ejecución de Asterio y envía a Isséo para anular los procedimientos.
Escena 3: El Templo de la Venganza
Asterio está a punto de ser ejecutado en la tumba de Agenore. Egisto ofrece a Europa y su hijo su libertad si están dispuestos a escapar. Europa rechaza su oferta, proclamando que ella prefiere morir con su marido. Asterio les pide que acepten la oferta de Egisto para que puedan vivir. Los sacerdotes de Nemesi conducen a Asterio al lugar de la ejecución, pero son interrumpidos por la aparición de soldados cretenses. Estos soldados son los hombres de Asterio que se perdieron en la gran tormenta, pero se las arreglaron para sobrevivir. Ellos han venido, de improviso, a salvar la vida de Asterio. Un combate tumultuoso sigue entre los guardias de Egisto y los cretenses. Isséo aparece con algunos de sus hombres y se une a los soldados cretenses y lucha contra Egisto y sus guardias.
Escena 4: Un patio
Los soldados de Tiro han sido derrotados, pero Egisto todavía lucha. Isséo y Egisto realizan una lucha desesperada y Egisto muere. Para alivio de Semele, Isséo no es herido. Mientras tanto, Europa es proclamada heredera legítima del trono por la gente de Tiro. Semele está muy contrariada, hasta que Isseo le asegura que Europa mantendrá su promesa.
Escena 5: La sala de ceremonias del palacio
Europa es proclamada la nueva reina de Tiro, pero su única actuación como reina es casar a Isséo y Semele y devolverles el trono. Isséo y Semele felizmente aceptan.